# Grallaria alleni
Pita-formigueira-de-bigodes ou torom-de-bigodes (Grallaria alleni) é uma espécie de ave da família Formicariidae.
Pode ser encontrada nos seguintes países: Colômbia e Equador.
Os seus habitats naturais são: regiões subtropicais ou tropicais húmidas de alta altitude.
Está ameaçada por perda de habitat.